# دردار بتولياني
دردار بتولياني (الاسم العلمي: Ulmus betuloides) هو نوع نباتي يتبع جنس الدردار من فصيلة الدردارية.